# Władysław Lemm

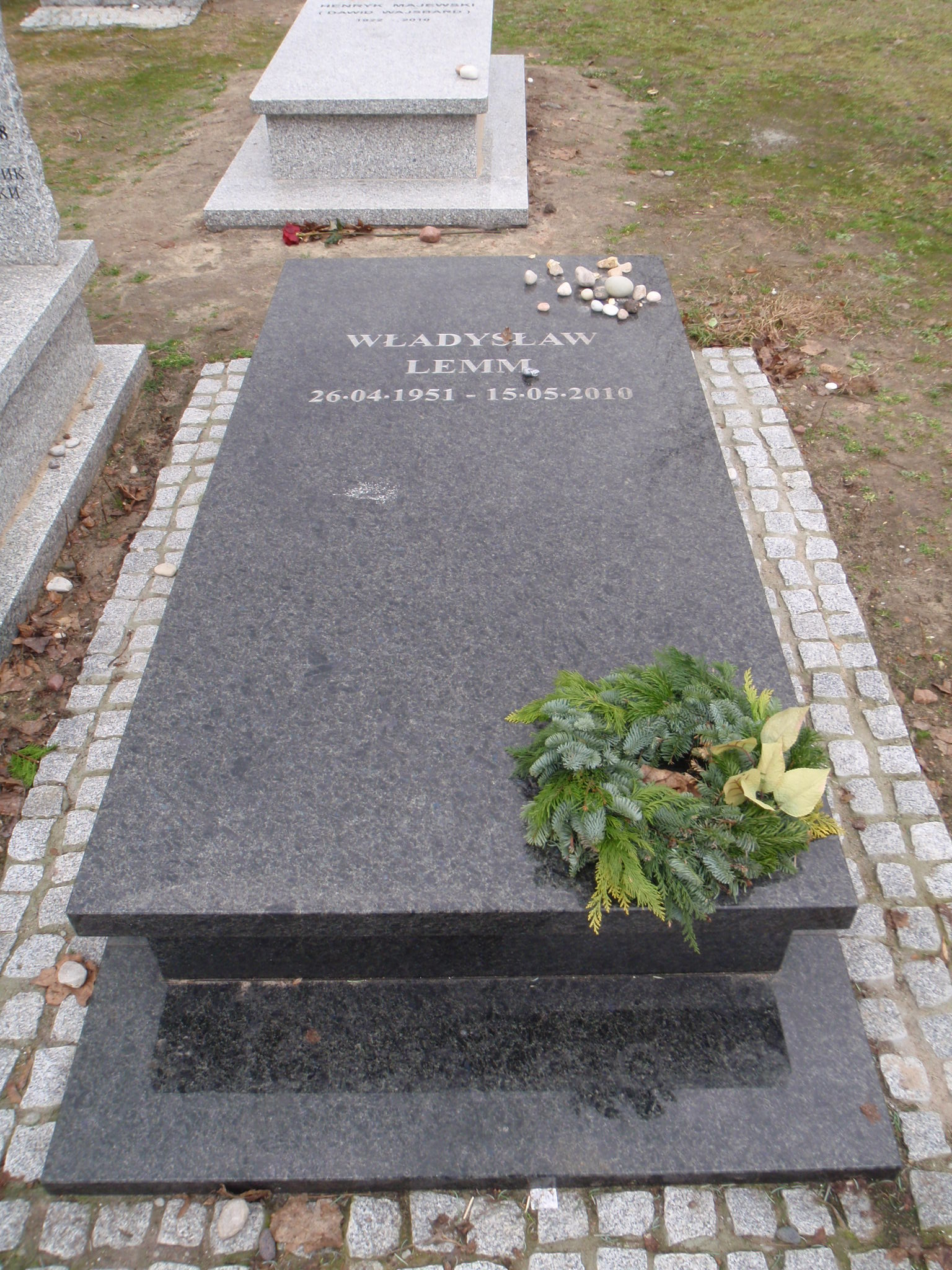
Grób Władysława Lemma na cmentarzu żydowskim w Warszawie

Władysław Lemm (ur. 26 kwietnia 1951, zm. 15 maja 2010 w Warszawie) – polski artysta fotografik i fotoreporter. Członek Związku Polskich Artystów Fotografików. Od 1972 zajmował się m.in. fotografią społeczną. Uczestnik i autor wielu wystaw.
Pochowany został 21 maja na cmentarzu żydowskim przy ulicy Okopowej w Warszawie (kwatera 2).